# Tajlandia na Mistrzostwach Świata w Lekkoatletyce 2009
Tajlandia na Mistrzostwach Świata w Lekkoatletyce 2009 – reprezentacja Tajlandii podczas czempionatu w Berlinie liczyła 9 członków.

## Występy reprezentantów Tajlandii

### Mężczyźni
- Sztafeta 4 x 100 m
  - Reprezentacja w składzie Apinan Sukaphai, Wachara Sondee, Suppachai Chimdee, Sittichai Suwonprateep z czasem 39,73 zajęła 15. miejsce w eliminacjach i nie awansowała do kolejnej rundy

### Kobiety
- Sztafeta 4 x 100 m
  - Reprezentacja w składzie Sangwan Jaksunin, Orranut Klomdee, Jutamass Tawoncharoen, Jintara Seangdee z czasem 44,59 zajęła 15. miejsce w eliminacjach i nie awansowała do kolejnej rundy

- Skok wzwyż
  - Noengrothai Chaipetch z wynikiem 1,89 zajęła 26. miejsce w eliminacjach i nie awansowała do finału